# SS Transylvania
SS Transylvania era un barco de pasajeros británico de Anchor Line, una subsidiaria de la Cunard Line y  barco hermano del SS Tuscania. Fue torpedeado y hundido el 4 de mayo de 1917 por el submarino alemán SM U-63 a 44°15′N 8°30′E / 44.250, 8.500 mientras transportaba tropas aliadas a Egipto y se hundió con una pérdida de 412 vidas.

## Historia

### Carrera
Terminado justo después del estallido de la Primera Guerra Mundial, el Transylvania de 14.348 TRB fue construido en 1914 en el astillero Scotts Shipbuilding and Engineering Company en la ciudad escocesa de Greenock. El propietario era Anchor Line, que formaba parte de Cunard Line desde 1911. El vapor de 167,11 m de eslora estaba propulsado por dos turbinas Parsons y seis calderas de vapor escocesas, que actuaban sobre dos hélices y permitían una velocidad de 17,5 nudos (35,2 kilómetros por hora). Fue asumido para el servicio como buque de transporte de tropas a partir de mayo de 1915. El almirantazgo británico fijó su capacidad en 200 oficiales y 2.860 hombres, más tripulación en comparación con los 1.379 pasajeros para los que estaba diseñada.  Su barco hermano era el SS Tuscania.

### Pérdida
El 3 de mayo de 1917, Transylvania zarpó de Marsella a Alejandría con un complemento completo de tropas, escoltado por los destructores japoneses Matsu y Sakaki.
A las 10 de la mañana del 4 de mayo, Transylvania fue alcanzado en la sala de máquinas de babor por un torpedo disparado por el submarino alemán SM U-63 al mando de Otto Schultze. En ese momento el barco estaba a unas 2,5 millas (2,2 nmi; 4 km) al sur del cabo Vado cerca de Savona, en el golfo de Génova. Matsu se acercó al Transylvania y comenzó a embarcar tropas mientras Sakaki daba vueltas para obligar al submarino a permanecer sumergido.
Veinte minutos más tarde se vio un segundo torpedo dirigiéndose directamente hacia Matsu, que se salvó yendo hacia atrás a toda velocidad. En cambio, el torpedo impactó al Transylvania, que se hundió inmediatamente. Diez tripulantes, 29 oficiales del ejército y 373 soldados perdieron la vida.
Muchos cuerpos de las víctimas fueron recuperados en Savona y enterrados dos días después, en un lugar especial del cementerio de la ciudad. Otros están enterrados en otros lugares de Italia, Francia, Mónaco y España. El cementerio de la ciudad de Savona contiene 85 entierros de la Commonwealth de la Primera Guerra Mundial, todos menos dos víctimas de Transylvania. Dentro del cementerio se encuentra el Memorial Savona, que conmemora otras 275 víctimas que murieron cuando Transylvania se hundió, pero cuyas tumbas se desconocen.  Entre los muertos se encontraba el jugador de críquet Major Richard Worsley DSO. 
El Transylvania fue descubierto por los carabinieri italianos el 7 de octubre de 2011 frente a la costa de la isla de Bergeggi a una profundidad aproximada de 630 metros (689 yd).